# Hyperthaema caroei
Hyperthaema caroei är en fjärilsart som beskrevs av Jörgensen 1935. Hyperthaema caroei ingår i släktet Hyperthaema och familjen björnspinnare. Inga underarter finns listade i Catalogue of Life.